# Cropia juba
Cropia juba är en fjärilsart som beskrevs av Druce. Cropia juba ingår i släktet Cropia och familjen nattflyn. Inga underarter finns listade i Catalogue of Life.